# Angel Manuel Soto
Angel Manuel Soto (ur. 28 stycznia 1983 w San Juan) – portorykańśki reżyser, scenarzysta i producent filmowy.

## Życiorys
Soto urodził się w Santurce, dzielnicy San Juan w Portoryko. Jego ojciec był sprzedawcą samochodów, a matka stewardesą. W młodości Soto uprawiał piłkę nożną i boks, co było później inspiracją jego niektórych projektów. Studiował architekturę oraz film. Swoją karierę rozpoczął jako producent telewizyjny, a następnie pracował jako dyrektor artystyczny w lokalnej agencji reklamowej.

## Kariera
Przed rozpoczęciem kariery w przemyśle filmowym Soto pracował w butiku Standard Style w Kansas City. Aby oszczędzać pieniądze na produkcję filmu, wynajął wszystkie pokoje w swoim domu i przez dwa miesiące spał na podłodze. W 2009 nakręcił film krótkometrażowy 22weeks. Następnie nakręcił kilka filmów krótkometrażowych, dokumentalnych i fabularnych, w tym La Granja i El Púgil. Oba te filmy były nominowane do różnych nagród na festiwalach filmowych, m.in. Tribeca Film Festival.
W 2018 roku ogłoszono, że Soto wyreżyseruje Królowie Charm City, film oparty na dokumencie 12 O’Clock Boys z 2013 roku. Film miał swoją światową premierę na Festiwalu Filmowym Sundance 27 stycznia 2020 roku, gdzie zdobył specjalną nagrodę jury.
W lutym 2021 roku Soto został ogłoszony reżyserem nadchodzącego filmu Blue Beetle dla DC Studios i Warner Bros. Scenariusz filmu ma napisać urodzony w Meksyku pisarz Gareth Dunnet-Alcocer. W marcu 2021 roku ogłoszono, że Soto wraz ze scenarzystą Marco Ramirezem wyreżyseruje także nadchodzący film z serii Transformers.

## Filmografia

### Filmy krótkometrażowe
| Rok  | Tytuł                                      | Źródło        |
| ---- | ------------------------------------------ | ------------- |
| 2009 | 22weeks                                    | [ 5 ]         |
| 2011 | En la Privacidad de mi Hogar               | [ 13 ] [ 14 ] |
| 2011 | La Carta                                   | [ 15 ] [ 16 ] |
| 2015 | The Second Line: A Parade Against Violence | [ 17 ]        |
| 2016 | Repensando a Cuba                          | [ 18 ]        |
| 2016 | Inside Trump’s America                     | [ 19 ]        |
| 2016 | I Struggle Where You Vacation              | [ 20 ]        |
| 2016 | El Púgil                                   | [ 7 ]         |
| 2016 | Bashir’s Dream                             | [ 21 ]        |
| 2018 | Dinner Party                               | [ 21 ]        |

### Filmy pełnometrażowe
| Rok  | Tytuł               | Źródło        |
| ---- | ------------------- | ------------- |
| 2015 | La Granja           | [ 22 ] [ 11 ] |
| 2020 | Królowie Charm City | [ 22 ] [ 11 ] |
| 2023 | Blue Beetle         | [ 22 ] [ 11 ] |